# 俺たちは天使だ!
『俺たちは天使だ!』（おれたちはてんしだ）は、東宝、日本テレビ制作のテレビドラマ。1979年（昭和54年）4月15日から同年11月4日まで毎週日曜20:00 - 20:54(JST)から、日本テレビ系列にて全20話が放映された。

## 内容
金に縁のない麻生探偵事務所の5人が、様々な依頼を通して一攫千金を目論むアクション・コメディ。沖雅也が『太陽にほえろ!』のクールな役柄から一転してコミカルなキャラクターを演じて、ヒット、代表作の一つとなった。また、放送開始直前まで放送されていた『姿三四郎』では沖が助演、勝野が主演を務めていたが、この作品では入れ替わる形となった。

## 解説
岡田晋吉をはじめとするプロデューサー陣は元々三好徹の新撰組小説『六月は真紅の薔薇 小説沖田総司』のドラマ化を企画していた。しかし、撮影開始2週間前になって「裏番組に大河ドラマがあるから時代劇は駄目。現代劇に」や「若者は時代劇を観ないから」と上層部から企画変更するように言い渡される。「青春時代劇だから大河ドラマとは違う」といったプロデューサーの岡田の主張も受け入れられず、仕方なく残された時間で、既にスケジュールを押さえていたキャストで急遽現代劇に企画を立て直したという。『新撰組』の企画段階では沖雅也が沖田総司、江守徹が近藤勇、他に勝野洋・小野寺昭・多岐川裕美・柴田恭兵ら本作のレギュラー及び準レギュラー全員が主要キャストに配役されていたという。なお、最初に予定していた企画『沖田総司』では、沖演じる沖田総司の恋人役に島田陽子が決定していたが、島田は企画を変更した本作にはキャスティングされなかった。本作の発想の元は、日本でも同じ日本テレビで1964年から1965年まで放送されていたアメリカのテレビドラマ『バークにまかせろ』で、大富豪の主人公である同作の逆を行って貧乏な探偵という設定を考えたという。当初はもう少し、ハードボイルド作品になることが想定されていた。
台本に書かれていたセリフの多くが、スタッフや出演者たちのアドリブで変更になった。また、出演者たちは、視聴者が見ていて馬鹿馬鹿しいと思ってしまう位の物を作ろうという意気込みで撮影に臨んでいたという。オープニングシーンは、監督を務めた木下亮が担当したもので、オープニングシーンが出来上がったことで、ドラマの方向性が決まったという。また、劇中で度々出てくる「アジサンド」(アジの干物とサンドイッチ)は、木下が貧乏な探偵でも食べられる物が雑炊以外に何か無いかと考えたもので、「のりサンド」も考えていたという。
レギュラー出演者達は、他のドラマなどの掛け持ちもあって殺人的ともいえるスケジュールで製作された。

## 番組のソフト化
ビデオ・LD・DVD・Blu-ray（標準画質）が発売されている。DVDはDVD-BOX1・2と、単品売りで各2話収録、全10巻のものが発売されている。
LD-BOX発売のタイミングに合わせて、『NEO HYPER KIDS』第4回目で本作が扱われた。これは日本テレビが製作した歴代のアクションドラマを、ホスト役の松尾貴史が解説していくスタイルの特番シリーズで、各話のダイジェストやテロップによる初期設定の紹介、麻生探偵事務所がある茜台ハイツの家賃の考察などが行われた。松尾も番組内でアジサンドの調理に挑んでいる。

## 続編
本作の正式続編として、30年後を舞台にしたテレビドラマ『俺たちは天使だ! NO ANGEL NO LUCK』が企画・制作され、テレビ東京で放送された。

## キャスト

### 麻生探偵事務所
- CAP（キャプテン） / 麻生雅人（あそう まさと） - 沖雅也
青山の茜台ハイツにある麻生探偵事務所の所長。かつては刑事で、大物政治家の汚職を暴くべく手段を選ばぬ捜査をしたことから辞職を余儀なくされ、探偵となった。人が好く、無報酬で依頼を受けてしまうこともある一方で、元刑事とは思えないような違法すれすれの方法で何とか報酬を得ようと目論んだりもする。尤も、すんでのところで新妻署の面々や藤波が現れ、報酬をふいにするのがお決まりのパターンである。接近戦ではボクシングと空手、遠距離では赤いブーメランを武器に使う。
使用するブーメランも状況に応じて、大型（スーツの下、X型サスペンダーの背部ホルスターにセットされている）、中型（折り畳み式、X型サスペンダーの胸部ホルスターにセットされている）、小型（金属製で、つぶて様に投げつける）、特殊形状（両端に丸ノコギリの付いたものや、先端に針のような突起が付いた三又のもの）を使い分けている。
愛車は赤い“シボレー・カマロLT”。車庫入れが苦手で、マンションの駐車場ではいつも車を壁（タイヤのクッション付）にぶつけている。

- YUKO（ユーコ） / 藤波悠子（ふじなみ ゆうこ） - 多岐川裕美
後述の藤波弁護士の妹で、麻生のことを密かに想っている。
事務所の雑務の他に麻生の秘書的な役割りも受け持ち、読唇術を特技とする。また、赤字続きの事務所内で唯一給料を取っており、月給は20万円である。

- NAVI（ナビ） / 島岡到（しまおか いたる） - 渡辺篤史
自動車整備工場で働きながら、自身の整備した車でのラリー参戦を目指している。石頭で頭突きを得意とする。悠子に気があり、どんな依頼でも彼女の電話一本で駆け付ける。また義理や人情に厚く、それが原因での失敗も多い。なぜかウインクができず、しようとすると両目をつぶってしまう。通称「ニクニマ」（肉体労働派二枚目）。
後年、深夜ドラマ『噂の探偵QAZ』（1994年、日本テレビ）に主人公QAZ(演:古尾谷雅人)の愛車の整備工NAVIとして登場する。同作は本作と世界観を共有しており、劇中では「運が悪けりゃ～」などのセリフも使われている。

- DARTS（ダーツ） / 入江省三（いりえ しょうぞう） - 柴田恭兵
ディスコ「キャスティ」の店員で都会派気取りの軟派男。軽快なフットワークとダーツ投げを得意とし、格闘時にはハードダーツを飛び道具として使う。通称「イナニマ」（田舎の二枚目）。

- JUN（ジュン） / 芹沢準（せりざわ じゅん） - 神田正輝
大和テレビでアシスタントディレクター。事務所の仲間達にエキストラのバイトを紹介することもある。芹沢が勤務する大和テレビの局の外観は、当時の日本テレビ本社屋（麹町旧本社）が使われた。
情報収集のため谷村へ生贄に出されることも多い。
事務所では炊事やお茶くみなどの給仕役も担当する。コンロの直火で焼いた鯵の開きを食パンではさんだ“アジサンド”が好物。

### 藤波法律事務所
- 藤波昭彦 - 小野寺昭
悠子の兄で、刑事事件専門の弁護士をしている。麻生の先輩でもあり、同じマンションに事務所を構え、麻生たちを陰ながら支えている。カップラーメンに目がなく、本人曰く「新製品が出たら食べずにはいられない」。お金には縁がなく事務所の財政は火の車である。そのため最終回で事務所をたたみ、久美子に別れを告げ地方へ去る。

- 関谷久美子 - 長谷直美
藤波の助手であり、藤波に想いを寄せている。時には麻生たちの手伝い（アルバイト）をすることもある。またタバコ嫌いであり、藤波や麻生が喫煙するのを快く思っていない。最終回で一人去ろうとする藤波の車に潜り込む。

### 新妻警察署
- 南雲隆之 - 江守徹
捜査係長。刑事時代の麻生の先輩。立場上、私立探偵となった麻生に協力することはないが、麻生が辞職に追い込まれた経緯を熟知しており、部下の桂・金沢が麻生に協力・情報提供することを黙認している。

- 桂順次 - 勝野洋（友情出演）
南雲の部下。麻生の元同僚であり友人。法に触れない範囲で陰ながら麻生に協力的な姿勢を示す。

- 金沢正夫 - 三景啓司
南雲の部下。麻生の後輩にあたり、麻生を良き先輩として慕っている。麻生の辞職の経緯を見ており、その影響か悪徳政治家を強く憎悪している。同僚の神保と行動を共にすることが多い。彼も桂同様、法に触れない範囲で陰ながら麻生に協力的な姿勢を示す。

- 神保雄三 - 横谷雄二
南雲の部下。刑事時代の麻生と接点がなく、何かと署へ情報収集に来る麻生を快く思っておらず、彼には非協力的。短気かつ純情な性格を麻生たちにからかわれると大声で喚く。「日本（ニッポン）警察をなめるなー！ 貴様らを逮捕する」が決め台詞。短髪でサル顔の風貌と相俟って麻生たちからは「ゴリラ」と呼ばれている。容疑者のみならず一般市民にまで威圧的に接したり、内密の話が出来ないほどムダに大声でしゃべるため、桂や金沢から叱責されることも多い。

### その他
- 原田道太郎 - 下川辰平
麻生探偵事務所のあるマンション・茜台ハイツの大家兼管理人。

- 原田みや子 - 田坂都
道太郎の娘。おしゃべりで噂好き。

- 末広徹平 - 秋野太作
大和テレビのディレクター。視聴率至上主義者で、モットーは「3分に1回、エロ・グロ・ヌード」。

- 坪井光夫 - 福崎和宏
大和テレビのアシスタント・ディレクター。芹沢の同僚。

- 谷村俊子 - 結城美栄子
トップ屋（ルポライター）。芹沢に一方的な好意を抱いている。

- 館野康二 - 中康次
科学警察研究所のスタッフ。麻生とは刑事時代からのつきあいがあり、協力的である。

## ゲスト
第1話「運が悪けりゃ死ぬだけさ」
- 橋爪（東北署刑事） - 橋爪功
- 船島代議士 - 久米明
- 太田（殺された秘書） - 村上幹夫
- 自動車整備工場の事務員 - 樋口のり子
- 小口ひさ子（船島の秘書） - 新海百合子
- 三宅裕司

第2話「運が良ければ五千万」
- 森岡由美子 - 浅野温子
- 森岡正志（由美子の父） - 渥美国泰
- 渡辺（竜神会幹部） - 江角英明
- 小池（竜神会幹部） - 内田昌宏
- 吉田（森岡の秘書）- 桑原大輔

第3話「運が悪けりゃ殺人犯」
- 坂上ルミ（歌手） - 高橋恵子
- 松川（坂上ルミの担当マネージャー） - 柿沼大介
- 佐田岡 - 梅津栄

第4話「運が良ければボロもうけ」
- 橋本（公園のおじさん） - 三角八郎
- 川上吉次 - 芹沢洋三
- 今井はるみ（川上の恋人） - 佐藤万理
- 安田（潮会の会長） - 小林重四郎
- 東条史郎（元射撃選手） - 関川慎二
- 三森英雄（クラブの社長） - 北川欽三
- その他 - 古川がん、柴田聡、竹田寿郎、松沢千恵、黒沢明美、船渡伸二、船場牡丹

第5話「運が悪けりゃ女にモテる」
- 紺野ユリ（麻薬Gメン） - ホーン・ユキ
- 竜吉留三（竜吉組の組長） - 岸田森
- 竜吉礼子（留三の妹） - 緑魔子
- 石山（竜吉組幹部） - 片岡五郎
- 刑事 - 門脇三郎

第6話「運が良ければ痛み分け」
- 大瀧剛造（フィクサー） - 宇佐美淳
- 吉本健二 - 森田順平
- 中村光子 - 立枝歩
- 横井（大瀧の秘書） - 西本裕行
- 川俣（大瀧の部下） - 阿藤海
- 医師 - 三上剛

第7話「運が悪けりゃ現行犯」
- 村田二郎（村田不動産の社長） - 草薙幸二郎
- 村田良幸（二郎の息子） - 佐山泰三
- 竹井新次（暴走族・ブラックホースのリーダー） - 氏家修
- 遠藤（潮会幹部） - 小池雄介

第8話「運が良ければ相続人」
- 加納里子（山根伝吉の屋敷のお手伝い） - 清水めぐみ
- 大木昭一（山根伝吉の孫・山根伊佐緒と名乗り出た男） - 石田純
- 小谷伊佐緒（東西建設社員。山根伝吉の孫・山根伊佐緒と名乗り出た男） - 古代一平
- カジノのボス - 森幹太
- 礼子（大木の恋人） - 監物房子
- ハンコ屋主人 - 山田禅二
- ひまわり園・園長 - 上野綾子
- その他 - 照内敏晴、安田憲司

第9話「運が悪けりゃワンパターン」
- 服部清志（並木橋不動産の社長。銀行強盗の主犯） - 内田稔
- 西山（銀行強盗の共犯） - 山西道広
- タバコ屋の老婆 - 田中筆子
- 服部の仲間 - 吉田豊明
- 保険会社幹部 - 大矢兼臣、町田幸夫
- 西山の女 - 麻生淳子

第10話「運が良ければ特ダネだ」
- 山西桃子（悪徳女探偵） - 范文雀
- 川村敏夫（海山建設の経理係長） - 北村総一郎
- 中田角蔵（議員） - 河村弘二
- 海山商事幹部 - 加藤和夫
- その他 - 簗正昭、小山武宏、池田史比古、平田弘美

第11話「運が悪けりゃゴリラが泣くぞ」
- 大町美代子（神保刑事の恋人。看護師） - 岐邑美沙子
- 竹田あつ子（看護師） - 早川絵美
- 近藤（城北署捜査課主任） - 近藤宏
- 清田（城北署刑事） - 粟津號
- 川原政太郎（マンション管理人） - 奥村公延
- 安井 - 井上高志
- 大木戸組の組長 - 浜田晃
- 大木戸組の組員 - 吉中六
- その他 - 岸野一彦

第12話「運が良ければキッスができる」
- 谷口徹夫 - 菅貫太郎
- 谷口亜沙子（徹夫の妻） - 平山洋子
- 成瀬 - 片桐竜次
- 杉田千吉 - 福岡正剛
- その他 - 森さとみ、刀原章光

第13話「運が悪けりゃ死刑台」
- 香代 - 高林由紀子
- 潮剛三（潮会の組長） - 高木均
- 伊佐山（潮会幹部、真犯人）- 遠藤征慈
- マンションの老婦人 - 辻伊万里
- その他 - 植頭実、関戸純、井上三千男、熊谷卓三、草間璋夫、潤じゅん

第14話「運が良ければリッチ・マン」
- 香村京子 - 大信田礼子
- 辻大介（大物フィクサー） - 宮口精二
- 大月（辻の側近） - 小島三児
- その他 - 新田修平、加藤茂雄

第15話「運が悪けりゃ劇的最期」
- 比留間翼 - 山田吾一
- 早瀬（比留間のゴーストライター） - 大野木克史
- 大森（潮興業幹部） - 睦五郎
- その他 - 伊沢一郎、沖恂一郎、多田幸男、小沢章治

第16話「運が良ければキャンピング」
- 山下ユリコ（太平洋銀行西青山支店の行員。貸付係） - 加山麗子
- 自動車整備工場（NAVIの勤め先）社長 - 金井大
- 自動車整備工場・整備工 - 常泉忠通
- 自動車整備工場・事務員 - 樋口のり子
- その他 - 梶哲也、林邦史朗、国井正広

第17話「運が悪けりゃ誘拐犯」
- 堀内めぐみ - 有馬加奈子
- 堀内律子（めぐみの母） - 松本留美
- 中尾勇二（潮会古谷組幹部） - 田口計
- 中尾の子分 - 広田行生
- 中尾の子分 - 塩見三省

第18話「運が良ければ次期社長」
- 菊村智子 - 真行寺君枝
- 菊村健三（トモコの父。菊村コンツェルン社長） - 加藤和夫
- 潮会の組員 - 西沢利明
- 大スター - 二瓶正也
- ウェイトレス - 梅沢昌代

第19話「運が悪けりゃターゲット」
- 平島（響組幹部） - 蟹江敬三
- 響組組長 - 神田正輝(二役)
- その他 - 幸田宗丸、トビー門口、伊吹徹

第20話「運が良ければ別れも愉し」（最終回）
- 坂田タマ（ブラジルの大富豪） - 園佳也子
- 銀子（タマの妹・倉持カネの嫁） - 田島令子
- カルロス（タマの財産を狙う男） - 石橋蓮司
- クマ（カルロスの相棒） - 江幡高志
- アパートの管理人 - 鮎川浩
- 銀行支店長 - 大木史朗
- 刑事 - 門脇三郎

## 放映リスト
| 話数 | 本放送日 (1979年) | サブタイトル               | 脚本                       | 監督       | 備考          | 視聴率 |
| ---- | ----------------- | -------------------------- | -------------------------- | ---------- | ------------- | ------ |
| 1    | 4月15日           | 運が悪けりゃ死ぬだけさ     | 長野洋                     | 木下亮     |               | 14.8   |
| 2    | 4月22日           | 運が良ければ五千万         | 柏原寛司 小川英            | 木下亮     |               |        |
| 3    | 4月29日           | 運が悪けりゃ殺人犯         | 小川英 四十物光男          | 土屋統吾郎 |               |        |
| 4    | 5月6日            | 運が良ければボロもうけ     | 田波靖男 安斉あゆ子 小川英 | 土屋統吾郎 |               |        |
| 5    | 5月13日           | 運が悪けりゃ女にモテる     | 和久田正明                 | 木下亮     |               |        |
| 6    | 5月20日           | 運が良ければ痛み分け       | 長野洋                     | 木下亮     |               |        |
| 7    | 5月27日           | 運が悪けりゃ現行犯         | 柏原寛司                   | 土屋統吾郎 |               |        |
| 8    | 6月3日            | 運が良ければ相続人         | 杉村のぼる 小川英          | 土屋統吾郎 |               |        |
| 9    | 6月10日           | 運が悪けりゃワンパターン   | 柏原寛司                   | 木下亮     |               |        |
| 10   | 6月24日           | 運が良ければ特ダネだ       | 石川孝人 小川英            | 木下亮     |               |        |
| 11   | 7月15日           | 運が悪けりゃゴリラが泣くぞ | 長野洋                     | 土屋統吾郎 | NAVI 未出演回 |        |
| 12   | 7月22日           | 運が良ければキッスができる | 和久田正明                 | 土屋統吾郎 |               |        |
| 13   | 7月29日           | 運が悪けりゃ死刑台         | 和久田正明                 | 木下亮     | NAVI 未出演回 |        |
| 14   | 8月5日            | 運が良ければリッチ・マン   | 田波靖男 安斉あゆ子 小川英 | 木下亮     |               |        |
| 15   | 9月2日            | 運が悪けりゃ劇的最期       | 渡辺由自 小川英            | 土屋統吾郎 |               |        |
| 16   | 9月23日           | 運が良ければキャンピング   | 石川孝人                   | 土屋統吾郎 |               |        |
| 17   | 10月14日          | 運が悪けりゃ誘拐犯         | 和久田正明                 | 木下亮     |               |        |
| 18   | 10月21日          | 運が良ければ次期社長       | 和久田正明                 | 木下亮     |               |        |
| 19   | 10月28日          | 運が悪けりゃターゲット     | 柏原寛司                   | 木下亮     |               |        |
| 20   | 11月4日           | 運が良ければ別れも愉し     | 長野洋                     | 木下亮     |               |        |

## 音楽
主題歌
- 「男達のメロディー」
作詞：喜多條忠 作曲：ケーシー・ランキン 編曲：大谷和夫 歌：SHŌGUN
サビのフレーズ「運が悪けりゃ死ぬだけさ」は、「運が良ければ（予想されるハッピーエンドの結末）、運が悪けりゃ死ぬだけさ」という形で本編中でもたびたび引用された。

音楽集
- SHŌGUN（SONY SRCL-2084）
SHŌGUNのファーストアルバム。品番はCD選書として再発売（初CD化）された時のもの。本作のサウンドトラック・アルバムと銘打って発売されたもので、主題歌のほか、一部の曲が劇伴曲の原曲となっている。
- 俺たちは天使だ! ミュージックファイル（VAP VPCD-80479）
劇伴曲を初商品化。

- 一部の音楽が、同じ日本テレビの時代劇『幻之介世直し帖』に流用されている。

## スタッフ
- 原案：小川英
- 企画：岡田晋吉（日本テレビ）、梅浦洋一（東宝）
- プロデューサー：加賀義二（日本テレビ）、石井幸一（東宝）
- 脚本：放映リスト参照
- 監督：放映リスト参照
- 制作主任：吉田由二
- 擬斗：林邦史朗、岡本隆
- 美術：斉藤嘉男
- 編集:神島帰美
- 音楽プロデュース：U-DO
- 音楽：SHŌGUN
- 選曲：山川繁
- 音響効果：沢田一郎（沢田効果）
- 現像：東洋現像所（現･IMAGICA）
- ブーメラン指導：白上一空軒
- 予告ナレーション：山田康雄
- 制作協力：国際放映
- 制作：東宝株式会社

## 出版物
- 俺たちは天使だ!ノベライズ（日本テレビ刊) 全2巻